# ジョン・W・ハフマン
ジョン・W・ハフマン（英語: John William Huffman, 1932年7月21日 - 2022年5月14日）は、有機化学を専門とするクレムゾン大学名誉教授であり、数多くの新規カンナビノイド類を最初に合成したことで知られる。ハフマンの研究は、国立薬物乱用研究所から資金を提供されており、生体内の内在性カンナビノイド（エンドカンナビノイド）受容体を標的とする薬剤の製造に焦点を当てていた。
1984年、ハフマンと彼の研究チームは、多発性硬化症、HIV/AIDS、化学療法などの研究に資する目的で、カンナビノイド化合物の開発に着手した。その後20年間を経て、ハフマンの研究チームは、脳やその他の器官にあるカンナビノイド受容体にどのような効果をもたらすかを試すために用いる、450種類の合成カンナビノイド化合物を開発した。最終的に、カンナビノイド研究は様々な病気についての理解を深めることに寄与し、投薬治療に関する情報をもたらした。
2000年代後半、ハフマンが生み出したカンナビノイド化合物のうちの2種類が、ドイツで「K2」、「Spice」といった名称の脱法ハーブとして販売され始めた。「ひとたびドイツで始まれば、たちまち広まると分かっていた。私は、それが人々を傷つけることになることを懸念した」とハフマンは述べ、「思うに、こうした帰結は、多少なりとも避け難いものだったのだと思う。人々がこうしたものを使用するほど愚かであるという事実は、私を苦しめている」とも語った。ハフマンは、これらの化合物を科学的研究のために開発したのであったが、今やその乱用に関して厳しい批判を浴びている。特に、JWH-018 は、効果が強力で、製造が容易であるため、ハフマンはこれがJWHシリーズの中でも最も広く使用される合成カンナビノイドであろうと考えている。

## 法的規制
少なくとも6か国以上の国々が、2008年以降、合成カンナビノイドを含む、ハーブ混合物を法的に禁止している。多数の国々は、同様の混合物の禁止を検討している。アメリカ合衆国では、カンサス州、ジョージア州、アラバマ州、テネシー州、ミシシッピ州、アーカンソー州、ニューヨーク州で、ハーブ香料としての「K2」を禁止されている。 JWH-018 は、現在、法令によって禁止されている。
カナダの警察当局は、ハフマンにコンサルタント・専門家としての協力を求めてきた。ハフマンは、メディアからの質問や警察当局からの分析に関わる要請などにも数多く応じている。